# 대한민국 형사소송법 제273조
대한민국 형사소송법 제273조는 공판기일 전의 증거조사에 대한 형사소송법의 조문이다.

## 조문
제273조(공판기일 전의 증거조사) ① 법원은 검사, 피고인 또는 변호인의 신청에 의하여 공판준비에 필요하다고 인정한 때에는 공판기일 전에 피고인 또는 증인을 신문할 수 있고 검증, 감정 또는 번역을 명할 수 있다.
②재판장은 부원으로 하여금 전항의 행위를 하게 할 수 있다.
③제1항의 신청을 기각함에는 결정으로 하여야 한다.

## 참고 문헌
- 손동권 신이철, 새로운 형사소송법(초판, 2013), 세창, 2013. ISBN 9788984114081